# 陈终道
陈终道（Stephen C. T. Chan，1924年—2010年11月24日），著名华人基督教牧师、解经家。
陈终道生于香港，母亲陈倪闺臣是倪柝声的大姐。陈终道12岁随母亲到聚会所听道，13岁被接纳擘饼，但他自述少年时期非常反叛。抗战期间，1939年约15岁时脱离家庭，在中国西南地区自立求学。1945年在重庆北碚复旦大学读书期间，赵君影、于力工在复旦基督徒团契举行奋兴布道大会，于是向校长承认伪造文凭进复旦大学一事，退学后进入贾玉铭所办的灵修神学院。
1949年以后，陈终道历任印尼、香港、菲律宾、新加坡等地神学院新旧约圣经讲师，晚年赴加拿大温哥华担任牧师。1984年辞去宣道会牧职，专心写作，先后出版《失败者》、《得胜者》、《新约书信讲义》（1981年）、《永恒的事奉》（1988年）、《天国君王——马太福音讲义》（1993年）、《以经解经》、《万王之王——启示录讲义》（1995年）等。另著有《我的舅父倪柝声》。